# Франк Шмідт
Франк Шмідт (нім. Frank Schmidt, 3 січня 1974, Гайденгайм-ан-дер-Бренц, Баден-Вюртемберг, ФРН) — німецький футболіст і тренер, який виступав на позиції захисника. Зараз очолює футбольний клуб «Гайденгайм».

## Клубна кар'єра
Шмідт народився 3 січня 1974 року у місті Гайденгайм-ан-дер-Бренц. Кар'єру гравця розпочав у резервному складі клубу «Нюрнберг» у 1992 році. Дебют Франка за основу команди відбувся у грі першого раунду Кубка Німеччини 1992/93, коли він вийшов на заміну Гансу Дорфнеру у матчі проти аматорського клубу «Остерхольц». Цей матч, однак, виявився для Шмідта єдиним за основний склад «Нюрнберга», а 1994 року захисник остаточно залишив клуб, перейшовши до «Фестенбергсгройта», який виступав в Оберлізі Баварія.
У перший сезон після приходу Шмідта колектив зумів підвищитися в класі, вийшовши в Регіональну лігу, а через рік «Фестенбергсгройт» зі Шмідтом у складі здійснив сенсацію, обігравши мюнхенську «Баварію» з рахунком 1–0 у першому раунді Кубка Німеччини 1994/1995. У 1996 році «Фестенбергсгройт» об'єднався з командою «SpVgg Fürth», утворивши таким чином новий клуб «Гройтер Фюрт».
Спочатку Шмідт залишився гравцем новоствореної команди, однак у 1997 році покинув її, оскільки йому було складно пробитися до основного складу команди. Того ж року переїхав до Австрії, ставши гравцем місцевої команди «Вінер Шпорт-Клуб», де у підсумку за пів року провів 13 матчів та забив 3 м'ячі. Після цього він пішов із клубу, підписавши контракт із віденським «Ферстом», де відіграв рік у другому дивізіоні, перш ніж повернутися до Німеччини та підписати угоду з ахенською «Алеманією». У першому сезоні після переходу Шмідта клуб виграв Регіональну лігу та піднявся у Другу Бундеслігу.
Шмідт був постійним гравцем стартового складу клубу в першій половині сезону, доки травма, отримана в матчі проти берлінської «Теніс Боруссії», не призвела до того, що він залишився поза футболом майже на весь 2000 рік. Він повернувся до гри в другій половині сезону 2000/01 і на початку був гравцем стартового складу, однак підписання низки нових футболістів, які відбулися потім, змусили гравця залишити команду в січні 2003 року і перейти в виступаючий у другому дивізіоні «Вальдгоф» з Мангейма, обмежившись лише виходами на заміну. За підсумками сезону команда вилетіла до третього дивізіону, а Шмідт пішов із клубу. Після цього він перейшов у клуб із рідного міста «Гайденгайм», який грав у той період у Фербандслізі. З приходом Шмідта команда зуміла вийти до Оберліги Баден-Вюртемберг. Він грав на цьому рівні ще три роки, щоразу потрапляючи до п'ятірки найкращих гравців за підсумками сезону, перш ніж завершити кар'єру наприкінці сезону 2006/07.

## Виступи за збірну
Шмідт був включений до складу збірної Німеччини до 21 року на молодіжний чемпіонат світу з футболу 1993 року, що проходив в Австралії. Провів на турнірі лише одну гру, замінивши Карстена Янкера у зустрічі в рамках групового етапу турніру проти Гани (2–2).

## Кар'єра тренера
У 2007 році Шмідт розпочав тренерську діяльність, очоливши «Гайденгайм» після звільнення попереднього наставника команди Дітера Маркле. У своєму першому сезоні на посаді головного тренера він посів із клубом четверте місце в турнірній таблиці, чого було достатньо, щоб потрапити до Регіональної ліги «Південь». Через сезон «Гайденгайм» став переможцем Регіональної ліги «Південь» і перейшов до Третьої ліги. У сезоні 2013/14 клуб виграв турнір Третьої ліги та отримав право виступати у Другій Бундеслізі.
У 2021 році він став найтривалішим чинним тренером німецького професійного футбольного клубу.
Через 9 років, 28 травня 2023 року, Шмідт вперше в історії команди вивів її до найвищого дивізіону німецького футболу, ставши чемпіоном Другої Бундесліги після перемоги на виїзді з рахунком 3–2 над «Яном» з Регенсбурга, забивши два голи в компенсований час. Останній гол був забитий на 99-й хвилині ігри.
17 вересня 2023 року він став найдовше працюючим тренером в одному клубі в історії Німеччини.